# Mormonia barnesii
Mormonia barnesii är en fjärilsart som beskrevs av French 1900. Mormonia barnesii ingår i släktet Mormonia och familjen nattflyn. Inga underarter finns listade i Catalogue of Life.